# City Law School (City University)
City Law School (dawniej Inns of Court School of Law) – jedno z pięciu kolegiów wchodzących w skład City University of London. Kolegium specializuje się w naukach prawnych. Obecnie skupia ok. 2000 studentów, z czego ok. 900 osób stanowią magistranci i doktoranci.

## Wybitni absolwenci
W kolegium nauki pobierały między innymi takie postaci jak Mahatma Gandhi, Muhammad Ali Jinnah, Tony Blair, Margaret Thatcher, Clement Attlee czy Herbert Henry Asquith.